# Niklas Nordgren
Niklas Nordgren, född 28 juni 1979 i Örnsköldsvik, är en svensk ishockeyspelare som senast spelade för Modo Hockey. 
Var en lovande junior i MoDo Hockey men slog aldrig igenom där och flyttade istället till IF Sundsvall Hockey där han gjorde två bra säsonger i Hockeyallsvenskan. Framgångarna i Sundsvall gjorde grannklubben Timrå IK intresserade och Nordgren spelade sedan fyra säsonger i Elitserien med Timrå, säsongen 2002/2003 fick han sitt stora genombrott då han gjorde 43 poäng på 47 matcher. Nordgren spelade säsongen 2005/06 i NHL med Carolina Hurricanes och Pittsburgh Penguins. Den tionde maj 2006 skrev han på ett tvåårskontrakt med den schweiziska klubben Rapperswil-Jona Lakers.

## Klubbar
- MoDo Hockey (1996-1999), (2013-2015)
- Örnsköldsviks SK (1998/1999)
- IF Sundsvall Hockey (1999-2001)
- Timrå IK (2001-2005), (2012/2013)
- Carolina Hurricanes (2005/2006)
- Lowell Lock Monsters (2005/2006)
- Pittsburgh Penguins (2005/2006)
- Rapperswil-Jona Lakers (2006-2011)
- Kloten Flyers (2011/2012)